# Magnus Matsson
Magnus Matsson (i riksdagen kallad Matsson i Gravås, senare Matsson i Arvika), född 25 april 1856 i Gunnarskog, död 15 augusti 1919 i Arvika, var en svensk lantbrukare och politiker (liberal). 
Magnus Matsson, som kom från en bondefamilj, var lantbrukare och drev en handels-, sågverks- och kvarnrörelse i Gunnarskog, där han också var ledande kommunalman. Han var riksdagsledamot i andra kammaren 1903–1908 för Jösse domsagas valkrets och tillhörde, som kandidat för Frisinnade landsföreningen, Liberala samlingspartiet i riksdagen. Han var bland annat suppleant i bankoutskottet 1906–1908 och engagerade sig främst för landsbygdsbefolkningens situation.